# Шайтанка (приток Большой Куюргазы)
Шайтанка (баш. Шайтан) — река в Куюргазинском районе Башкортостана, впадает в реку Большая Куюргаза в 33 км от устья. Длина реки — 27 км.
На реке расположены: село Яльчикаево, село Якупово, Абдуловский сельсовет.

## Данные водного реестра
Код объекта в государственном водном реестре — 12010000712112200006985.